# Vilters-Wangs
Vilters-Wangs és un municipi del cantó de Sankt Gallen (Suïssa), situat al districte de Sarganserland.